# Fortiss
fortiss ist das Landesforschungsinstitut des Freistaats Bayern für softwareintensive Systeme mit Sitz in München. Es wurde 2009 als An-Institut der Technischen Universität München zusammen mit der Fraunhofer-Gesellschaft und dem Bayerischen Staatsministerium für Wirtschaft, Landesentwicklung und Energie gegründet. Seit 2010 ist fortiss ein Forschungspartner von Wirtschaft und öffentlicher Verwaltung in Bayern bei zukunftsweisenden Technologien des Software- und Systems-Engineering im Dienste der Zukunftsinitiative BAYERN DIGITAL.

## Fokus und Organisation
fortiss sieht sich als Ansprech- und Forschungspartner für Gründer und Unternehmen, mit besonderem Fokus auf mittelständische Unternehmen in Bayern, zu Software- und KI-Techniken und zur weiteren Stärkung ihrer Innovationskraft. Die Services des Bereichs fortiss Mittelstand sollen mittelständischen Partnern erleichterten Zugang zu aktuellen Technologien bieten und begleiten sie bei der Umsetzung bis hin zu marktfähigen Prototypen. Zudem entwickelt fortiss ein aus den spezifischen Herausforderungen und Erfordernissen des Hightechstandorts Bayern abgeleitetes Forschungsprogramm zur Entwicklung und zum Betrieb softwareintensiver Systeme. Schwerpunkte sind hierbei unter anderem die Branchen Automobil, Luft- und Raumfahrt, Energie, Industrieautomatisierung, Verwaltung und Medizin.
Zu den Forschungsfeldern und Kernkompetenzen von fortiss gehören
- Software- und Systems-Engineering
- AI Engineering
- IoT Engineering

## Kooperationen und Netzwerk
fortiss initiiert und orchestriert nationale und internationale Forschungskooperationen bei Einbindung bayerischer Praxis- und Forschungspartner. Die Forschung profitiert von Netzwerken zu Wirtschaft und öffentlicher Verwaltung. Das Institut arbeitet mit Forschungseinrichtungen und Technologieunternehmen in Bayern, Deutschland und Europa zusammen.
fortiss etabliert eine Referenzgruppe und strategische Forschungspartnerschaften mit
- industriellen Hochtechnologieführern (insbesondere Audi/Argo AI, BMW, Intel, IBM,[5] Capgemini, Siemens, Schaeffler, Dräxlmaier)
- Forschungsinstituten (insbesondere FhG IKS, FhG AISEC, Technische Universität München)
- Innovationsnetzwerken (insbesondere UnternehmerTUM)

In Kooperation mit der Technischen Universität München (TUM Graduate School) betreut fortiss Habilitationen und Promotionen.

## Institutsleitung
- Holger Pfeifer,[8] Geschäftsführer / CEO
- Alexander Pretschner,[9][10][11] Wissenschaftlicher Direktor, Technische Universität München

## Research Fellows
- Uwe Baumgarten,[12] Technische Universität München
- Manfred Broy,[13][14] Technische Universität München
- Klaus Diepold,[15][16] Technische Universität München
- Birte Glimm,[17] Universität Ulm
- Heinrich Hußmann (Informatiker),[18] Ludwig-Maximilians-Universität München
- Helmut Krcmar,[19][20] Technische Universität München
- Florian Matthes,[21][16] Technische Universität München
- Ute Schmid,[22][23] Otto-Friedrich-Universität Bamberg
- Christian Winkler,[24] Siemens Corporate Technology